# Orlogsværftet

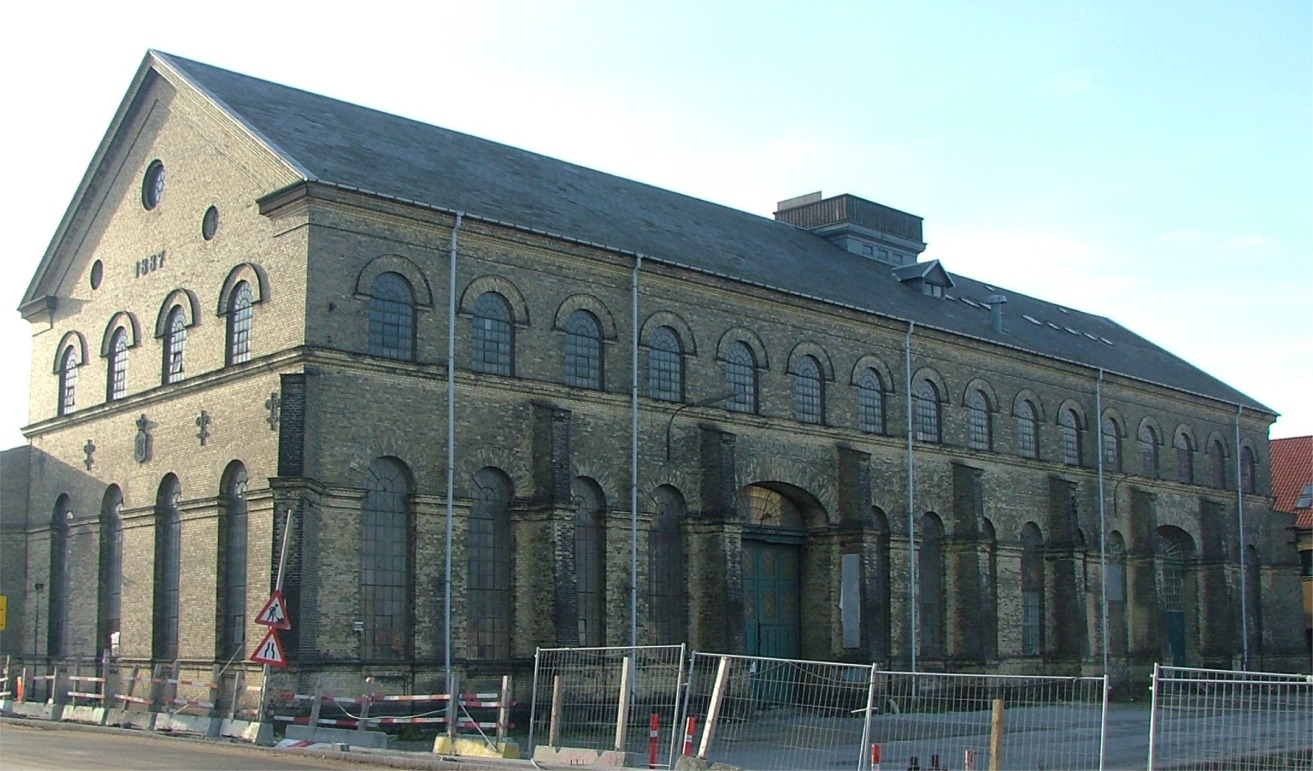
Kesselfabrik Orlogsværftet 1887

Die Orlogsværftet (Kriegs-Werft) war eine der ältesten Schiffswerften in Dänemark.

## Geschichte
Die Werft wurde von König Johann I. in den 1500er Jahren in der Nähe der Marinestation Holmen auf der Insel Slotsholmen in der Nähe der heutigen Innenstadt von Kopenhagen gegründet. Sie war bis weit ins 19. Jahrhundert die landesweit führende Werft, die für die dänische Marine Torpedoboote, gepanzerte Schiffe und U-Boote produzierte. Der erste namentlich bekannte Direktor der Werft war Ole Judichær, ein Schiffskonstrukteur und Admiral, der die Werft von 1692 bis 1727 leitete.
Ein Teil der Bauwerft wurde 1924 abgetrennt und als private Gesellschaft unter der Leitung des Ministeriums der Marine weitergeführt. Die Orlogsværftet baute 1931 unter anderem die Staatsyacht Dannebrog der dänischen Königsfamilie.
1970 legte die Orlogsværftet ihren letzten Neubau auf, das U-Boot Nordkaperen (S321), das zur U-Boot-Klasse 205 zählt. Danach diente die Orlogsværftet bis zur Schließung 1992 als Reparaturwerft.

## Industriedenkmal
Die Gegend um die ehemalige Werft wurde von der Kulturarvsstyrelsen (Kulturbehörde) als Nationale Industriminder (nationales Industrieerbe) benannt. Eine Anzahl der ehemaligen Werftgebäude sind ebenfalls als Denkmale geschützt.